# Бостонское восстание
Бостонское восстание — народное восстание в Бостоне, произошедшее 18 апреля 1689 года против правления сэра Эдмунда Эндроса, губернатора доминиона Новой Англии в связи со Славной революцией в Англии.
В городе образовалась хорошо организованная «толпа» провинциального ополчения и граждан, которая арестовала чиновников доминиона. Последователи Церкви Англии считали пуритан нелояльными по отношению к правящей администрации, поэтому они также были взяты повстанцами под стражу. Ни одна из сторон не понесла потерь во время восстания. Лидеры бывшей колонии Массачусетского залива затем восстановили контроль правительства над колонией. В других колониях члены правительств, смещённых в результате восстания, вернулись к власти.
Эндрос, став губернатором Новой Англии, заработал себе плохую репутацию среди местного населения путём введения ограничительных Навигационных актов, отрицанием обоснованности существующих в колонии прав на земли, ограничением городских собраний и назначением непопулярных кадровых офицеров во главе подразделений колониального ополчения, а также рядом других действий. Кроме того, он был ненавидим бостонскими пуританами за его поддержку Церкви Англии, к которой негативно относились многие нонконформисты среди колонистов Новой Англии.